# Glomera hubrechtiana
Glomera hubrechtiana är en orkidéart som beskrevs av Johannes Jacobus Smith. Glomera hubrechtiana ingår i släktet Glomera och familjen orkidéer. Inga underarter finns listade i Catalogue of Life.